# Roman Gorzelski
Roman Gorzelski (ur. 12 kwietnia 1934 w Łucku, zm. 11 stycznia 2010) – polski poeta, satyryk, dramatopisarz, tłumacz.

## Życiorys
Od 1945 mieszkał w Łodzi, gdzie ukończył naukę w I Liceum Ogólnokształcącym im. M. Kopernika i w 1955 zdał maturę. W latach 1957–1966 studiował filologię rosyjską i angielską na Uniwersytecie Łódzkim, a następnie pracował jako nauczyciel tych języków w szkole podstawowej i liceum do 1969.
W 1962 zadebiutował jako tłumacz – na łamach „Odgłosów” – opublikował przekłady wierszy m.in. J. Jewtuszenki i A. Wozniesienskiego. W 1963 miał swój debiut jako poeta, publikując wiersz pt. „Żuraw” w piśmie „Zarzewie”. Wiersze, fraszki, artykuły i tłumaczenia publikował m.in. w „Odgłosach” i „Dzienniku Łódzkim” oraz kwartalniku literackim „Osnowa”. Był współredaktorem „Osnowy” (1964–1968), a także redaktorem witryny poetyckiej „Dziennika Łódzkiego” (1664–1965). Od 1966 regularnie publikował w antologiach przekłady poezji i prozy z języków: angielskiego, białoruskiego i ukraińskiego. Ponadto publikował w czasopismach takich jak: „Tygodnik Kulturalny” (1967–1986), „Nadodrze” (1968–1975, 1978–1980), „Przekrój” (od 1969), „Życie Literackie” (1970–1984), „Argumenty” (1974–1985), „Fakty” (1974–1984) i „Nad Wartą” (1981–1986).
Był prezesem Koła Młodych przy Oddziale Łódzkim Związku Literatów Polskich (1964–1965), kierownikiem literackim Stowarzyszenia Muzyki Estradowej w Łodzi (1969–1973), kierownikiem literackim Estrady Łódzkiej (1974–1981) Od 1980 należał do Związku Literatów Polskich. W latach 1989–1990 prowadził łódzki oddział krakowskiego tygodnika „Gazeta Towarzyska”.

### Życie prywatne
Był synem urzędnika – Franciszka Gorzelskiego i Heleny z domu Krasianiuk.
Pochowany na cmentarzu komunalnym na Dołach.

## Odznaczenia
- Honorowa Odznaka Miasta Łodzi (1986),
- Odznaka „Zasłużony Działacz Kultury” (1989)[1].

## Publikacje
- Roman Gorzelski, Trzy bluesy, Wydawnictwo Łódzkie, 1964. Brak numerów stron w książce
- Roman Gorzelski, Miasto i wiersz, Krajowa Agencja Wydawnicza, 1975. Brak numerów stron w książce
- Roman Gorzelski, Wymowa słów, Wyd. Łódzkie, 1977. Brak numerów stron w książce
- Piotr Bernacki i inni, Polska poezja konkretna, Politechnika Wrocławska. Dział Imprez Studenckich, 1979. Brak numerów stron w książce
- Roman Gorzelski, Gorzki człowiek, Wyd. Łódzkie, 1982, ISBN 978-83-218-0200-8. Brak numerów stron w książce
- Roman Gorzelski, Srebrnikowe myśli: czyli bajki, fraszki, przysłówka i wierszyki, Wyd. Łódzkie, 1986, ISBN 978-83-218-0415-6. Brak numerów stron w książce
- Roman Gorzelski, Rzecz śmiechu – Warta, Towarzystwo Przyjaciół Sieradza, 1988. Brak numerów stron w książce
- Roman Gorzelski, Aferyzmy, Polskie Towarzystwo Literatury Sensacyjnej i Rozrywkowej, 1989. Brak numerów stron w książce
- Roman Gorzelski, Łowy na głowy, Fundacja Stypendialna im. Anny Domagały-Jakuć: Niezależna Oficyna Wydawnicza, 1990. Brak numerów stron w książce
- Roman Gorzelski, Ziarno niepokoju, Oficyna Wydawnicza „Varia”, 1991, ISBN 978-83-900362-0-5. Brak numerów stron w książce
- Roman Gorzelski, Myśli w przekroju, Lodart, 1995, ISBN 978-83-902081-5-2. Brak numerów stron w książce
- Roman Gorzelski, Fobie Kupidyna, Akademickie Centrum Graficzno-Marketingowe „Lodart”, 1996, ISBN 978-83-87202-20-0. Brak numerów stron w książce
- Roman Gorzelski, Autoportret z pamięci: wiersze i opowiadania, Festinus, 2000, ISBN 978-83-911187-5-7. Brak numerów stron w książce